# Clusia immersa
Clusia immersa là một loài thực vật có hoa trong họ Bứa. Loài này được C.M.Vieira mô tả khoa học đầu tiên năm 1996.